# Dear Jessie
«Dear Jessie» — пятый сингл Мадонны из её четвёртого альбома Like a Prayer. Сингл был выпущен только Австралии и некоторых европейских странах, в частности Великобритании.

## О песне
На написание песни вдохновила дочь соавтора Патрика Леонарда — Джесси.
У сингла были высокие продажи в Британии во время Рождественских праздников, достигнув 5 места в UK Singles Chart с продажами 250 769 копий, оставаясь одним из лучших синглов Мадонны по ту сторону Атлантики. Песня не получила мирового релиза. По данным Компании Официальных Чартов, песня продана в количестве 255 000 копий.
Вживую песня никогда не исполнялась.

## Видеоклип
Это единственный анимационный клип Мадонны, режиссёром стал Дерек Хейс. Мадонна предстаёт в образе сказочной феи, а-ля Тинкер-Белл. Клип включен только в промосборник She’s Breathless.
- Режиссёр: Дерек Хейс
- Продюсер: Мэдди Спарроу
- Аниматоры: Невилл Астлей, Джимми Фаррингтон, Энди Гофф, Мальком Хартли, Дерек Хейс, Эрика Рассел, Элисон Сноуден.
- Компания-производитель: Animation City

## Список композиций
7" Сингл/7" Пикчер-Диск
- «Dear Jessie»
- «Till Death Do Us Part»

12" сингл/CD-сингл/CD Пикчер-Диск
- «Dear Jessie»
- «Till Death Do Us Part»
- «Holiday» (12" версия)

## Официальные версии
- Альбомная версия (4:20)

## Участники записи
- Мадонна — вокал, автор песни, продюсер
- Патрик Леонард — автор песни, продюсер, аранжировщик , сведение
- Билл Мейерс — аранжировщик, сведение
- Чак Финдли — аранжировщик, труба
- Надира Али — бэк-вокал
- Роуз Бэнкс — бэк-вокал
- Гай Пратт — программирование барабанов , синтезатор
- Паулиньо да Коста — перкуссия
- Херб Ритц — фотограф на обложке

## Чарты
| Чарт (1989/1990)                 | Наивысшая позиция |
| -------------------------------- | ----------------- |
| Австралийский ARIA Singles Chart | 51                |
| Austria Top 40                   | 21                |
| Dutch Singles Chart              | 25                |
| Eurochart Hot 100 Singles        | 9                 |
| Немецкий Media Control Charts    | 19                |
| Irish Singles Chart              | 3                 |
| South African Singles Chart      | 9                 |
| Spanish Singles Chart            | 17                |
| Swiss Singles Chart              | 16                |
| UK Singles Chart                 | 5                 |